# Andrei Pleșu
Andrei Gabriel Pleșu (Bucarest, 23 agosto 1948) è un filosofo, saggista, giornalista, critico letterario e d'arte e politico rumeno, Ministro della cultura (1989-1991), Ministro degli affari esteri (1997-1999) e Consigliere presidenziale per gli affari esteri (2004-2005).

## Biografia
Nato a Bucarest, figlio di Radu Pleșu, un chirurgo, e Zoe Pleșu (nata Rădulescu), ha passato gran parte della sua infanzia nella campagna. Ha iniziato la scuola a Sinaia, ma ha proseguito gli studi nel villaggio di Pârscov, nella valle di Nehoiu dal 1955 al 1957. È spesso tornato in montagna durante le vacanze scolastiche. Pleșu ha frequentato il Liceo Spiru Haret di Bucarest diplomandosi in scienze umanistiche, come primo della classe.
Ha studiato storia dell'arte all'Università di Bucarest dove si è laureato nel 1971. In quell'anno ha accettato un incarico come ricercatore presso l'Instituto di storia dell'arte dell'Accademia rumena. Nel 1972 ha sposato Catrinel Maria Petrulian. Mentre era studente, divenne membro del Partito Comunista dal quale fu espulso nel maggio 1982 a causa del suo coinvolgimento nel cosiddetto scandalo della "meditazione transcendentale" (in lingua rumena Meditația Transcedentală). Dal 1978 al 1982, insieme a Gabriel Liiceanu, ha frequentato le conferenze informali e semi-clandestine di Constantin Noica a Păltiniș. Nel 1980 è diventato docente nel dipartimento artistico dell'Università di Bucarest. Nel 1982, tuttavia, è stato escluso dall'insegnamento universitario per "motivi politici", finendo per accettare un lavoro come consulente per l'Unione degli artisti. Ha ricevuto il suo secondo riconoscimento dell'Alexander von Humboldt Foundation per il 1983-1984 e, al suo ritorno, ha lavorato di nuovo presso l'Istituto di storia dell'arte.
Nell'aprile 1989, Pleșu ha perso il lavoro all'Istituto di storia dell'arte a causa del suo aperto sostegno a Mircea Dinescu, contestato dal regime comunista. Ciò ha portato al suo "esilio" a Tescani, un villaggio nel comune di Berești-Tazlău, distretto di Bacău, e gli è stato proibito di pubblicare. Dopo la rivoluzione rumena del 1989 è stato uno dei fondatori del "Collegio Nuova Europa" (Colegiul Noua Europa), un istituto di studi avanzati, e della rivista culturale Dilema (poi ridenominato Dilema Veche). Ha lavorato come docente presso l'Accademia di Belle Arti di Bucarest poi come professore all'Università di Bucarest, dove ha insegnato storia dell'arte e filosofia della religione. Continua ad avere successo come scrittore, e i suoi libri sono stati ben accolti dalla critica e dai lettori.
Si è occupato anche di politica, prestando servizio come Ministro della Cultura della Romania dal 1989 al 1991 e ministro degli Esteri dal 1997 al 1999. Tra il 2000 e il 2004, Pleșu è stato membro del Consiglio nazionale per lo studio degli archivi della Securitate (CNSAS). Si è dimesso da quest'ultimo ufficio per protesta contro le pressioni politiche sul comitato. Dopo le elezioni del 2004 che hanno portato Traian Băsescu alla carica di Presidente della Romania, è diventato consigliere presidenziale per gli affari esteri, posizione che ha ricoperto fino a giugno 2005, quando si è dimesso invocando problemi di salute.
Nel 2009 sono stati pubblicati due volumi in onore di Andrei Pleșu, entrambi curati da Mihail Neamțu e Bogdan Tătaru-Cazaban. Il primo, O filozofie a intervalului: In Honorem Andrei Pleșu è stato pubblicato interamente in rumeno, e il secondo, un Festschrift internazionale per il sessantesimo compleanno di Pleșu con saggi che esplorano i temi della sua vita nel contesto attuale.

## Filosofia
I primi lavori di Pleșu ruotavano intorno alla storia e alla teoria dell'arte ma, nel tempo, i suoi saggi, pubblicati su riviste culturali e altrove, si orientarono verso l'antropologia e la filosofia culturale.

## Opere

### Pubblicate in Romania
- Călătorie în lumea formelor, Ed. Meridiane, 1974;
- Pitoresc și melancolie: o analiză a sentimentului naturii în cultura europeană, Ed. Univers, 1980; reeditări ulterioare la Ed. Humanitas 1992, 2003, 2009;
- Francesco Guardi, Ed. Meridiane, 1981;
- Ochiul și lucrurile, Ed. Meridiane, 1986;
- Minima moralia (elemente pentru o etică a intervalului), Cartea românească, 1988, reeditări ulterioare (Humanitas) 1994, 2002, 2005, 2006, 2013[9]
- Dialoguri de seară, Ed. Harisma, 1991;
- Jurnalul de la Tescani, Ed. Humanitas, 1993, 1996, 2003, 2005, 2011;
- Limba păsărilor, Ed. Humanitas, 1994, 1997, 2009;
- Chipuri și măști ale tranziției, Ed. Humanitas, 1996;
- Transformări, inerții, dezordini. 22 de luni după 22 decembrie 1989 (coautori Petre Roman e Elena Ștefoi), Ed. Polirom, 2002
- Despre îngeri, Ed. Humanitas, 2003[10][11][12], 2005, 2012, 2015;
- Obscenitatea publică, Ed. Humanitas, 2004, 2005;
- Comèdii la porțile Orientului, Ed. Humanitas, 2005, 2006, 2008, 2011, 2012;
- Despre bucurie în Est și în Vest și alte eseuri, Ed. Humanitas, 2006, 2007;
- Sensuri metafizice ale crucii (în colaborare), Ed. Humanitas, 2007;
- Note, stări, zile (1968 - 2009), Ed. Humanitas, 2010, 2012;
- Despre frumusețea uitată a vieții (saggi da "Dilema veche" e "Adevărul"), Ed. Humanitas, 2011, 2014;
- Față către față. Întâlniri și portrete, Ed. Humanitas, 2011;
- Parabolele lui Iisus: adevărul ca poveste, Ed. Humanitas, 2012;
- Din vorbă-n vorbă, Ed. Humanitas, 2013[13]
- Neliniști vechi și noi, Ed. Humanitas, 2016
- Despre inimă și alte eseuri, Ed. Humanitas, 2017
- Pe mâna cui suntem?, Ed. Humanitas, 2018

### Pubblicate all'estero
- Corot, Murray's Sales and Service, 1973;
- Ethique de Robinson, Parigi, Éditions de L’Herne, 1990
- Reflexion und Leidenschaft (Minima moralia); Vienna, Deuticke, 1992
- Tårarnas gåva: Essä om en minimimoral (Minima moralia); Ludvika, Dualis, 1995
- Madarak nyelve (Minima moralia și Limba păsărilor), trad. de Horváth Andor; Pécs, Jelenkor, 2000;
- Robinson etikája: Az intervallum etikájának elemei (Minima moralia); Kolozsvár, Tinivár, 2000
- Eliten - Ost und West; Berlino, de Gruyter, 2000;
- Tescani napló (Jurnalul de la Tescani), trad. di Horváth Andor; Koinónia, 2000;
- Wer in der Sonne steht, wirft Schatten(Jurnalul de la Tescani); Ostfildern vor Stuttgart, ed. Tertium, 2000;
- Minima moralia: Poynámky k etike intervalu (Minima moralia); Bratislava, Kalligram, 2001
- Die Toleranz und das Intolerable; Basel, Schwabe, 2004;
- Actualité des anges; ed. Buchet-Chastel, 2005;
- Angyalok (Despre îngeri), trad. di Melinda Székely; Koinónia, 2006

### Audiolibri
- Despre îngeri, Humanitas, 2003, 2005
- Comédii la portile Orientului, Humanitas, 2005
- Un alt fel de Caragiale, Humanitas, 2006
- Despre bucurie în Est și în Vest și alte eseuri, Humanitas, 2006

## Premi e riconoscimenti
- Premio dell'Accademia Brandenburgica di Scienze, Berlino (1996)
- Premio „Corvinus”, conferito dall'Europe Institute e dall'Accademia Magiara di Scienze, Budapest (1999)
- Laurea honoris causa in filosofia dell'Università „Albert-Ludwig”, Freiburg-im-Breisgau, Germania (2000);
- Laurea honoris causa in filosofia dell'Università „Humboldt”, Berlino (2001);

## Onorificenze
- Medaglia „Konstantin Jireček”, Südosteuropa-Gesellschaft, Monaco (2000)